# Sofía Casanova
Pour les articles homonymes, voir  Casanova.
Sofía Casanova (30 septembre 1861 - 16 janvier 1958) (Sofía Guadalupe Pérez Casanova de Lutoslawski, Zofia Lutosławska) est une poétesse, romancière et journaliste, première Espagnole à devenir correspondante permanente dans un pays étranger et correspondante de guerre.

## Biographie
Sofía Casanova est une femme cultivée, bien connue dans les milieux littéraires de l'époque. Dans ses chroniques, elle privilégie l'aspect humain lorsqu'elle est correspondante du journal ABC en Pologne et en Russie. Elle rend compte des souffrances de la population civile pendant les guerres qu'elle a couvertes, en y ajoutant une valeur littéraire. Son activité dans toute l'Europe lui permet de vivre des événements majeurs tels que la Première Guerre mondiale, la chute de la Russie tsariste, l'émergence du régime bolchevique et la Seconde Guerre mondiale. Elle écrit pour ABC, La Época (es) , El Liberal (es) et El Imparcial (es), pour le magazine Galicia, pour d'autres publications galiciennes et pour la presse internationale, comme le Gazeta Polska et le New York Times. De convictions catholique et monarchique pendant la guerre civile espagnole, elle rejoint les rangs franquistes. Sa longue vie lui a permis de laisser derrière elle une large collection d'écrits couvrant tous les genres littéraires.

## Famille et jeunesse
Sofía Casanova est issue d'une famille cosmopolite. Son grand-père paternel, Vicente Pérez Eguia, est portugais de naissance ; il épouse une madrilène, elle-même fille d'une famille née au Mexique mais d'origine basque. Ils s'installent à Orense, lieu de naissance du père de Sofía, Vicente Pérez Eguía. Celui-ci travaille comme lithographe. Le grand-père maternel de Casanova, Juan Bautista Casanova Pla Cancela, originaire d'El Ferrol, passe de nombreuses années au service de la marine dans les possessions espagnoles de Nueva España. Il épouse une jeune fille d'origine néerlandaise vivant à la Nouvelle-Orléans. Ils s'installent à La Corogne peu de temps avant la naissance de leur fille, Rosa Casanova Estomper le 30 septembre 1861. Sofía est une enfant née hors mariage, un cas plutôt inhabituel et scandaleux en Espagne et en Galice à cette époque. Son père épouse sa mère en janvier 1863. Selon diverses sources, le couple a un ou deux enfants de plus,. En 1865, Vicente Pérez abandonne sa famille et s'installe à Madrid. Quelques années plus tard, sa trace disparaît. Selon certains auteurs, il quitte l'Espagne pour l'Amérique tandis que d'autres biographes en doutent,. En 1871 c'est un fugitif recherché par le pouvoir judiciaire madrilène pour détournement de fonds et fraude. Un autre érudit prétend qu'il est mort au milieu des années 1880.
La mère abandonnée et ses enfants restent à La Corogne, soutenus financièrement par Juan Bautista Casanova. Sofía Casanova passe son enfance au Pazo del Hombre à San Julián de Almeiras et commence ses études à l'école de Doña Concha. En 1873, toute sa famille - sa mère, ses frères et ses grands-parents maternels - élit domicile à Madrid. Les premières années sont très dures pour la jeune fille, peu habituée à la chaleur castillane. Étant donné la misère économique dans laquelle vit la famille, elle doit donner des leçons pour récolter un peu d'argent. La situation s'améliore avec un héritage provenant de la famille paternelle de Sofía.
À Madrid, Sofía Casanova fréquente le Conservatoire, où elle commence à étudier la poésie et la déclamation. Ses premiers poèmes sont publiés à l'âge de quinze ans, au Faro de Vigo. C'est sa mère qui les a envoyés au journal après les avoir trouvés dans sa chambre. Le talent de Casanova pour la poésie est reconnu dans les cercles littéraires huppés qu'elle fréquente assidûment. Elle commence à se faire des amis dans le monde littéraire madrilène, notamment Blanca de los Ríos (es). Elle est remarquée par le marquis de Valmar qui fait publier ses poèmes dans les revues de Madrid Telegrama, El Obrero, Flores y Pestas, Semana Literaria et Imparcial et dans La Ilustración Ibérica de Barcelone. Elle est également publiée dans le Galicien Domingos del Faro et Folletín del Faro.

## À la cour d'Alphonse XII
Déjà en 1872, la poésie de Sofía Casanova est lue lors de soirées littéraires au Teatro de Variedades. Au cours des années suivantes, elle prend l'habitude de mettre en scène la lecture de ses poèmes et il semble qu'à la fin des années 1870, elle rencontre un petit succès,. Au début des années 1880, son nom est cité comme jeune poétesse prometteuse pour la « poésie de corazón » (poésie du cœur),. À ce moment-là, elle commence également une carrière d'actrice : entre 1878 et 1882, son nom figure dans les registres du Teatro Español et du Teatro de Alhambra. Elle est d'abord citée dans la presse sous son nom de famille « Sofía Pérez Casanova », puis au début des années 1880, elle est nommée « Sofía Casanova ».
À une époque qui se situe entre la fin des années 1870 et le début des années 1880, Sofía Casanova devient la protégée de Ramón de Campoamor. À son tour, il la présente aux réunions littéraires du marquis de Valmar et de Patricio Aguirre de Tejada (es), qui devient comte d'Andino, tuteur du roi Alphonse XII,. Lors de ces soirées, elle entretient des contacts avec les intellectuels de l'époque, dont Emilio Ferrari (es) et Bernard Shaw. Parmi les écrivaines qu'elle connait figurent Concepción Jimeno Gil, sa plus jeune amie Blanca de los Ríos, Sofía Tartilán (es), Filomena Dato (es) et Emilia Pardo Bazán. Elle commence à paraître à la cour, pour réciter une grande poésie espagnole mais aussi pour déclamer ses propres œuvres. Sofía Casanova est particulièrement appréciée par le roi lui-même. Une anecdote raconte même que le Premier ministre Antonio Cánovas a attendu dans l'antichambre tandis qu'Alphonse XII ne pouvait se résoudre à interrompre Casanova récitant de la poésie.
En 1885, Sofía Casanova publie son premier volume, une collection de pièces poétiques intitulée Poesias. La publication est financée par le roi lui-même et le prologue rédigé par Ricardo Blanco Asenjo (es), poète et critique littéraire assez populaire à l'époque,. Cette publication accroît la popularité de Sofía Casanova et des journaux commencent à la célébrer en tant que poétesse avec « espíritu inspirado y un rostro bello » » (un esprit inspiré et un beau visage).
Dans ces cercles, Ramón de Campoamor la présente en juin 1886 à un jeune noble polonais, Wincenty Lutosławski, arrivé à Madrid en provenance de France, qui deviendra philosophe et professeur. Lutosławski s'entiche de Sofía et ils s'écrivent pendant environ quatre mois avant qu'elle ne déclare également être tombée amoureuse de lui. Bien que les parents de Lutosławski soient très sceptiques quant au fait d'épouser une étrangère, il se marie avec Casanova à l'église de San Marcos le 19 mars 1887. Ils signent un document secret, dans lequel tous deux consentent à une rupture unilatérale si l'une des parties souhaite suivre sa propre voie.

## Mariage malheureux

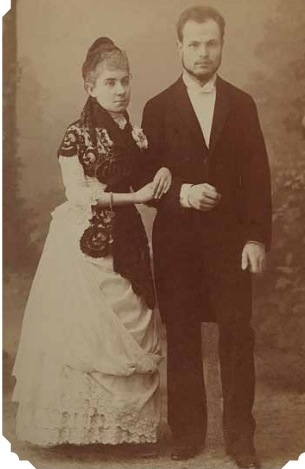
Le couple Lutosławski en 1887.

Le couple passe sa lune de miel au Portugal. Plus tard, ils s'installent dans le domaine familial de Lutosławski à Drozdowo, où ils sont très pompeusement accueillis par la belle-famille de Sofía Casanova. Au départ, elle ne communique avec son mari et sa famille qu'en français. Mais progressivement elle apprend de plus en plus de polonais. Selon les témoignages, elle conquiert rapidement le cœur et l'esprit de toute la famille Lutosławski avec sa personnalité naturelle, joyeuse, ouverte et sans prétention. Après un bref passage en Suisse, où Lutosławski obtient son doctorat, ils passent les années suivantes à faire la navette à travers la Russie, car Lutosławski est soit employé, soit recherche un emploi dans les universités de Dorpat, Helsinki, Moscou et Kazan. Ils reviennent à Drozdowo en 1895 et y vivent par intermittence jusqu'en 1899. À cette époque ils ont quatre filles : María, Izabela, Yadwiga et Halina, nées entre 1888 et 1897. Yadwiga meurt de dysenterie en 1895, plongeant Sofía Casanova dans une grave dépression. Le couple et sa famille se rendent en Galice chaque été, permettant à Casanova de maintenir une relation directe avec sa patrie. Absorbée par les devoirs familiaux, Sofía Casanova cesse presque d'écrire. Sa seule tentative littéraire de l'époque est un recueil de nouvelles basées sur ses propres expériences, dans ce qui est encore un pays exotique pour elle. El doctor Wolski : páginas de Polonia y Rusia, est publié à Madrid en 1894, puis traduit en polonais et imprimé sous le nom de Doktór Wolski : (Kartki z życia Polaków i Rosyan) en 1907.
Au début du XXe siècle, le couple Lutosławski déménage de Russie en Austro-Hongrie et s'installe à Cracovie, où Lutosławski est employé par l'université Jagellonne. Leur maison à Plac na Groblach (pl) devient une sorte de centre culturel et social. Tous les mercredis, ils organisent des sessions littéraires avec la participation d'éminents écrivains locaux. C'est là que Sofía Casanova fait connaissance avec un certain nombre d'écrivains et d'hommes politiques polonais dont le leader nationaliste Roman Dmowski et elle se lie d'amitié avec des écrivains polonais, dont Stanisław Wyspiański, Rydel, Kasprowicz et Władysław Reymont. En 1908, la famille retourne dans l'Empire russe et s'installe à Varsovie, bien qu'à cette époque, le couple soit déjà séparé. Lorsque Lutosławski vend leur maison de Varsovie en 1909, Sofía Casanova décide de retourner en Espagne avec sa plus jeune fille et s'installe à Madrid dans la maison de son frère Vicente. Lutosławski se remarie, au grand dam de sa propre famille.

## Reconnaissance littéraire

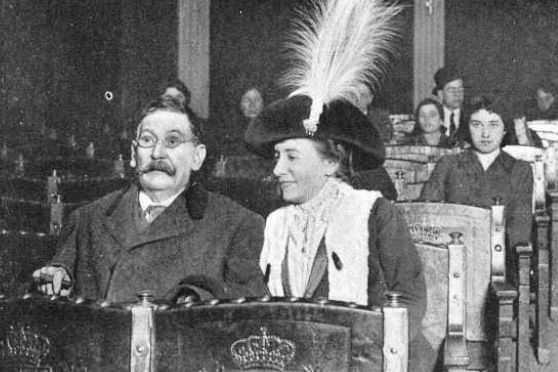
Casanova et Galdos lors d'une répétition panoramique de La Madeja à Madrid.

Les déplacements constants de Sofía Casanova, combinés à son expérience littéraire et à sa passion pour les langues, lui permettent de maîtriser six autres langues en plus de l'espagnol et du galicien : français, anglais, italien, polonais, portugais et russe. Ce sont des connaissances clés pour les traductions qu'elle effectuera à l'avenir. Ses voyages sont des occasions de rencontrer des personnalités du monde intellectuel et politique telles que Tolstoï, Marie Curie et Morel-Fatio, dont elle recueille les opinions sur les espagnols dans des livres et des conférences. Elle écrit des contributions littéraires pour ABC, El Debate, Blanco y Negro, El Mundo et Galicia. Sa maison à Madrid devient un lieu de rencontre pour Basilio Álvarez, Alfredo Vicenti (es), Ramón y Cajal, Alberto Insúa (es), Victoriano García Martí (es), et Castelao, qui illustrera son livre Princesa del amor hermoso (1909). Elle mène une vie sociale intense, donnant des conférences et participant à des « œuvres sociales ».
Sofía Casanova reprend ses œuvres littéraires avec un zèle renouvelé. En 1909, elle publie Más que amor, un roman d'amour mettant en vedette une veuve espagnole vivant en Pologne et d'autres romans du même genre comme Princesa del amor hermoso (1909), El pecado (1911), Exóticas (1913) et El crimen de Beira-Mar (1914). La mujer española en el extranjero (1910) est un recueil d'essais explorant les différences culturelles, basé sur ses expériences personnelles. Son nom commence à figurer régulièrement dans les rubriques littéraires des journaux espagnols, parmi les « mujeres ilustres » (femmes célèbres) du monde littéraire. Sa photo figure sur les premières pages de revues. Elle fait des incursions hors du monde des lettres en gardant un intérêt pour la charité et l'éducation et préside le Comite Femenino de Higiene Popular de Madrid.
Sofía Casanova est l'une des rares femmes que Benito Pérez Galdós félicite. Après Gertrudis Gómez de Avellaneda, seule Rosario de Acuña réussit à jouer ses drames au Teatro Español avant Sofía Casanova. Pérez Galdos crée la première pièce théâtrale de Sofía, La madeja, le 12 mars 1913. Dans cette décision, l'avis de l'actrice principale, Matilde Moreno (es) pèse lourdement. La prémisse de la pièce émet l'idée que les étrangers, avec leur désir d'émancipation, souhaitent la destruction de la famille. C'est en réaction, selon l'érudite María del Carmen Simón Palmer (es), à de nombreux écrits de la fin du XIXe et du début du XXe siècle contre les courants féministes des États-Unis. Bien que les critiques saluent le contenu de l'œuvre, une mauvaise interprétation le soir de la première - information rapportée par la chronique - stoppe les autres représentations de sa comédie. La reconnaissance littéraire de Sofía Casanova est officiellement confirmée lorsqu'elle est élue membre de l'Académie royale de Galice en 1906 et qu'elle rejoint l'Académie de poésie espagnole en 1911.

## Correspondante de guerre

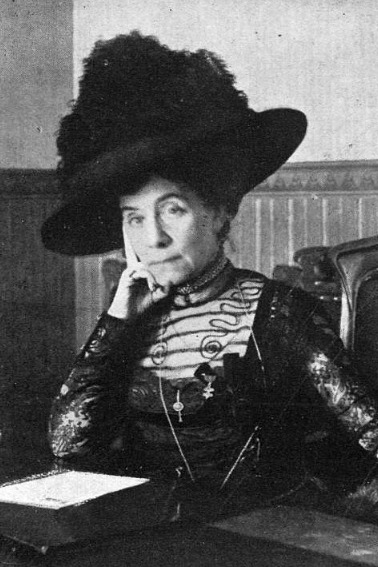
Sofía Casanova dans les années 1910.

Sofía Casanova voyage fréquemment en Pologne, où vivent certaines de ses filles ; l'aînée, Maria (Manita) s'est mariée en 1910. À cette époque, Sofía parle très bien le polonais, avec un accent espagnol. Lors d'un de ces voyages, en juillet 1914, la Première Guerre mondiale éclate. Après un mois de résistance, elle quitte Drozdowo pour Varsovie, où elle devient infirmière de bataillon aux côtés des mourants. Ce voyage horrible, racontent ses biographes, l'a profondément blessée et va changer sa vie. Elle en rend compte dans une lettre à ABC, essayant de convaincre ses compatriotes que leur admiration croissante pour les Allemands n'est pas justifiée. Cependant, en général, elle essaye de s'en tenir au point de vue neutre officiellement adopté.
À la fin de l'été 1914, Luis Morote, correspondant russe du Heraldo de Madrid, se trouve à Varsovie à la recherche d'informations sur l'évolution de la guerre. C'est là qu'il rencontre Sofía Casanova, qui lui fournit des informations locales. Encouragée, elle commence à envoyer sa propre correspondance à El Liberal qui commence à les publier en octobre 1914. Torcuato Luca de Tena y Álvarez Ossorio, propriétaire et directeur d'ABC, lui propose de devenir la correspondante du journal en Europe de l'Est, ce qu'elle accepte.
En 1915, l'avance allemande contraint à l'évacuation de Varsovie. Elle travaille à l'hôpital et peu de temps avant la prise de contrôle allemande de la ville, elle s'enfuit avec ses filles dans le dernier train pour Minsk et Moscou. Elle y reste avec la famille de son beau-frère jusqu'en octobre 1916. Elle continue d'envoyer de la correspondance de guerre, mais elle agit également comme déléguée du Comité civique de Varsovie, visitant les troupes en première ligne et distribuant de la nourriture et des médicaments. Compte tenu de la pénurie croissante de produits de première nécessité, Sofía Casanova et la famille Lutosławski se rendent à Saint-Pétersbourg à la fin de 1916. La dynastie Romanov est sur le point de tomber et l'écrivaine et journaliste, témoin de ce moment en fait le récit. Ceci avec difficultés, car elle est persécutée et censurée pour ses récits de Saint-Pétersbourg, où elle relate la mort de Raspoutine. À la suite de ces écrits, les censeurs russes lui interdisent de communiquer avec l'Espagne et son silence pousse même certains à la considérer comme morte.
En 1917, elle est témoin de la révolution de février qu'elle relate de nouveau dans ses écrits. Au début, elle manifeste une certaine sympathie pour les soldats et les travailleurs radicalisés, sous-entendant ce qu'elle considère comme leurs souffrances et leur esprit pacifique. Lors du soulèvement populaire du 3 juillet, durement réprimé par les troupes gouvernementales, Sofía Casanova reçoit un coup de feu accidentel dans les yeux, tiré par l'un de ceux qui fuient dans la rue. Les conséquences de cet accident sont désastreuses pour l'écrivaine, car malgré les soins qu'elle reçoit, elle ne pourra plus jamais bien voir. Malgré tout, elle n'arrête pas d'écrire. Elle est témoin du coup d'État bolchevique d'octobre 1917, dont elle rend compte en détail. Peu de temps après, elle visite le palais Smolny et réussit à interviewer Trotsky. Casanova nourrit encore quelques illusions sur la révolution russe, mais le ton de sa correspondance commence à changer, surtout après que deux demi-frères de son mari ont été exécutés par les bolcheviks. En septembre 1918, Sofía Casanova et la famille Lutosławski réussissent à quitter Saint-Pétersbourg, traversent la ligne de démarcation germano-soviétique et retournent à Varsovie. Plus tard, elle décrit la révolution bolchevique comme le triomphe des hordes barbares, fortement aidé par la conspiration juive.

## Années heureuses

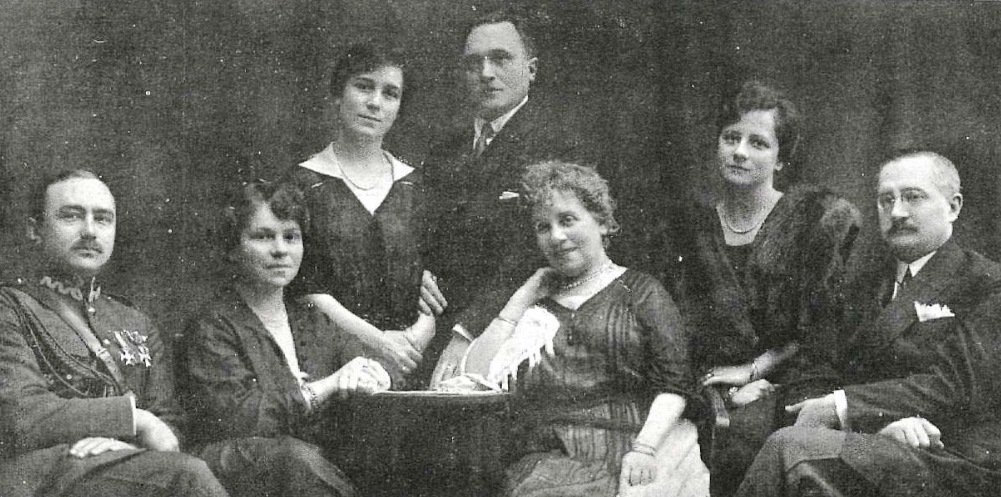
Sofía Casanova, ses filles et leurs maris, en 1920.

En 1918, Sofía Casanova revient de Russie à Varsovie, déjà capitale de la Pologne indépendante. Elle s'installe avec la famille de sa fille aînée et commence peut-être la période la plus heureuse de sa vie. Elle vieillit entourée d'une famille aimante et aisée et de nombreux petits-enfants, publiant de nombreux livres, profitant de sa notoriété en Espagne et en Pologne et se mêlant à certains des politiciens polonais les plus connus. Elle admet avoir été entièrement « polaquizada » (« polaquisée »).

### Casanova et ses filles
Au début des années 1920, ses trois filles sont déjà mariées et leurs mariages sont très réussis. Maria (1888-1979) épouse Mieczysław Niklewicz, journaliste, éditeur et personnalité prestigieuse du parti nationaliste polonais. Elle devient une figure éminente du parti elle-même. Ils vivent à Varsovie puis héritent plus tard du domaine Drozdowo. Izabela (1889-1972) épouse Romuald Wolikowski (pl), officier subalterne de l'armée russe qui devient plus tard général polonais. Le couple vit dans différentes villes polonaises au gré des missions de Romuald. Izabela est la plus connue des trois sœurs. Elle devient écrivaine et ses romans, assez populaires dans les années 1930, sont une tentative pour combiner le drame de la morale catholique et le roman populaire. Halina (1897-1989) épouse un médecin Czesław Meissner (pl), qui en tant que député nationaliste sert trois fois au Parlement polonais de l'entre-deux-guerres. Le couple vit à Poznań. Un ami proche de la famille est le leader nationaliste polonais Roman Dmowski, auquel Sofía Casanova s'est liée d'amitié dans les années 1900. Certains chercheurs affirment qu'elle exerce « une énorme influence informelle dans les cercles polonais et nationalistes polonais » et que ses trois filles deviennent la « famille de substitution » de Roman Dmowski Bien que politiquement, elle admet avoir soutenu Endecja, elle réserve des mots respectueux à son ennemi politique clé, Piłsudski. Elle déclare que la démocratie n'est pas un concept opérationnel et que la dictature, que ce soit Piłsudski en Pologne ou Primo de Rivera en Espagne, est une bien meilleure solution.

### Les années prolifiques
Sofía Casanova se rend en Espagne au moins six fois entre 1920 et 1930. Lors de l'une de ses visites en 1919, elle est reçue en héroïne et accueillie avec de nombreux hommages. Lors de sa visite de 1925, elle reçoit d'Alphonse XIII la Orden de la Beneficencia (es), décernée en reconnaissance de sa collaboration avec la Croix-Rouge pendant la Première Guerre mondiale. En 1926, Sofía Casanova est nommée au prix Nobel de littérature qui est finalement attribué à George Bernard Shaw. Elle continue à écrire de la correspondance de Varsovie à divers périodiques espagnols, principalement ABC (journal), où elle est publiée dans la rubrique Desde Polonia. Dans les années 1920, ses contributions s'élèvent à environ 400. Jusqu'au début des années 1930, elle publie 17 livres en Espagne, pour la plupart de courts romans, mais aussi des récits documentaires sur la tourmente en Russie en 1917-1918. En Espagne et en Pologne, elle est reconnue comme une figure littéraire éminente, bien que très peu de ses œuvres soient traduites et publiées en polonais,. Dans les journaux espagnols, elle est généralement citée soit dans les colonnes société, soit pour ses livres ultérieurs. Au début des années 1930, la presse de gauche commence à se moquer de ses récits des horreurs révolutionnaires dont elle a été témoin.

## Casanova, la République et la guerre civile

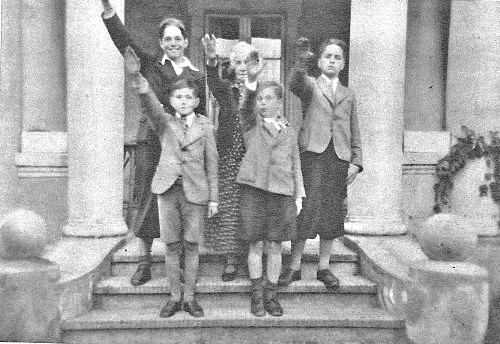
Sofía Casanova rend hommage aux Franquistes entourés de ses petits-enfants chez elle en Pologne en 1938.

En 1931, elle est témoin de la proclamation de la deuxième République espagnole. Elle est convaincue que ce qui lui est arrivé alors qu'elle vivait en Russie en 1917 va se produire dans son propre pays. Avec la fermeture d'ABC (journal), elle perd son emploi pendant quelques mois. Cette situation la fait haïr les républicains, un sentiment qui augmente jusqu'en 1936 où elle écrit l'un des derniers articles de sa collaboration avec le journal Mirando a Rusia (Regard sur la Russie).
Au début de la guerre civile espagnole, Sofía Casanova vit à Varsovie. Elle se déclare presque immédiatement en faveur des nationalistes et participe avec ses filles et petits-enfants à un certain nombre d'événements censés soutenir la cause parmi les Polonais. Alors que le siège d'ABC (journal) à Madrid est saisi par les républicains, elle continue d'envoyer de la correspondance de la Pologne au siège de Séville du journal, tenu par des nationalistes. Dans ses écrits, elle prend clairement le parti de la faction nationaliste et salue la Croisade, fustigeant les républicains comme « des hordes qui ont perdu le droit de s'appeler humains et qui devraient plutôt être classées parmi les animaux »,. En retour, la presse républicaine se moque d'elle comme d'une sorte de fléau qui descend sur la Pologne.
Sofía Casanova se rend en Espagne entre octobre et décembre 1938. Elle rencontre deux fois Francisco Franco, d'abord à Burgos puis à La Corogne. Le Caudillo lui offre sa photo de famille avec une dédicace personnelle. Elle signe un hommage des « Galiciennes » au généralissime. En décembre de la même année, elle déclare à La Voz de Galicia à l'occasion de son départ pour Varsovie qu'elle est convaincue que le coup d'État provoqué par les militaires apporterait le développement et la splendeur à l'Espagne. C'est aussi l'année où elle se rend à La Corogne et dans son village pour la dernière fois.
Selon certains chercheurs, la notoriété de Sofía Casanova dans le monde littéraire est utilisée par l'Espagne franquiste. Un auteur minimise son soutien aux nationalistes en affirmant qu'elle « s'est laissée emporter, peut-être de bonne volonté, par les conseils de quelques amis », tous issus de ses expériences du passé, y compris celles liées à la révolution bolchevique. Un autre biographe de Casanova souligne également le poids de ses expériences de 1917-1920 et suggère qu'elles ont empêché la vieille dame de comprendre la véritable nature de « l'armée, qui a réprimé les désirs de son propre peuple dans une mare de sang » . Un autre universitaire affirme que son soutien à Franco est « difficile à comprendre ». Il note finalement que la clé pour comprendre la position de Sofía Casanova est de se référer à son concept de paix, qui serait enraciné dans l'anthropologie classique. Cependant, en raison de sa position pendant la guerre civile, une historienne de la littérature classe sans réserve Casanova - décrite aussi comme antisémite - parmi les représentants espagnols de la « literatura fascista ».

## Seconde guerre mondiale et après
Au début de la Seconde Guerre mondiale, Sofía Casanova vit à Varsovie avec sa fille aînée. À la suite de la prise de contrôle de la ville par les Allemands et pour lui épargner les difficultés de la vie quotidienne, l'ambassadeur d'Espagne à Berlin lui délivre un passeport espagnol, qui lui permet de vivre dans une relative sécurité tout en étant témoin de la barbarie national-socialiste. Grâce à l'aide de Casimiro Florencio Granzow de la Cerda, ancien membre du personnel diplomatique espagnol à Varsovie et représentant non officiel des affaires espagnoles après 1939, Sofía Casanova peut reprendre sa correspondance de guerre avec ABC (journal). Dans ses écrits, elle insiste longuement sur la politique allemande dans la Pologne occupée et adopte une position résolument anti-national-socialiste. À ce moment, Torcuato Luca de la Tena, directeur du journal est en désaccord et conseille à Casanova de ne plus aborder le sujet. Elle est profondément bouleversée par cette position et elle est « radicalement désillusionnée » par ce journal qui a toujours beaucoup compté pour elle. Selon son petit-fils, c'est le tournant de sa vie et la première de ses « trois morts ».
Selon certaines sources, Franco s'intéresse personnellement au sort de Sofía Casanova et propose son aide pour organiser un éventuel transfert vers l'Espagne. D'autres affirment qu'elle a eu l'occasion de retourner en Espagne avec la division bleue, lorsque l'unité se retire du front de l'Est. D'une façon ou d'une autre, elle décline l'offre et décide de rester avec ses proches en Pologne. Elle est en assez bonne forme et fréquente chaque matin l'église voisine Saint-Alexandre pour assister à la messe. Fervente catholique, elle ressent un dilemme moral lié à sa haine avouée envers les ennemis de la Pologne. Elle le confesse comme un péché, mais elle ne peut cesser de haïr.

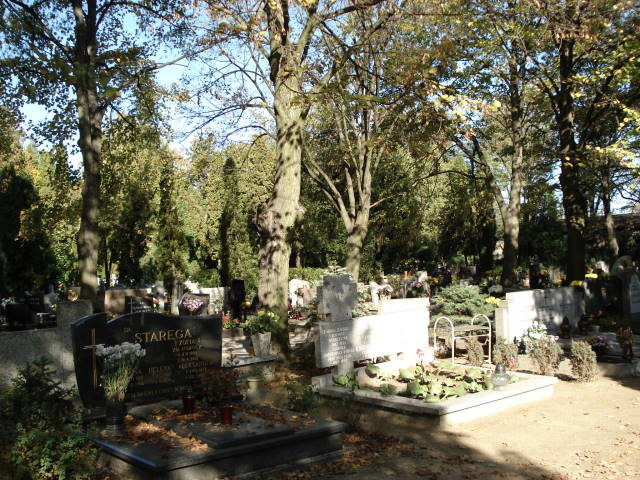
Cimetière Jan Vianney, à Poznań.

Après que sa maison de Varsovie a été réduite en ruines pendant l'insurrection de Varsovie, elle déménage à Poznań pour vivre avec la famille de sa fille Halina. La plupart de ses manuscrits sont brûlés ou perdus au cours des combats de 1944-1945. Bien qu'elle soit presque aveugle, elle continue d'écrire, aidée de ses petits-enfants, à qui elle dicte ses dernières expériences. Selon certaines sources, elle souhaite finir ses jours en Espagne. D'autres sources suggèrent qu'elle choisit de rester avec sa famille dans la Pologne sous contrôle communiste, même au prix du renoncement à la citoyenneté espagnole. Ce qui aurait été en quelque sorte sa « deuxième mort ». En 1952, l'Académie royale de Galice nomme Sofía Casanova académicienne d'honneur. Elle meurt à Poznań le 16 janvier 1958 et son décès est relayé par certains titres de presse espagnols ainsi que quelques hommages. Au moment de sa mort, elle a au moins dix petits-enfants vivants. Elle est enterrée dans le cimetière Jan Vianney (pl) à Poznań.

## Carrière journalistique et littéraire
Au moment de la fondation de l'Académie royale de Galice, en 1906, Sofía Casanova a rédigé des écrits reconnus dans le monde entier. Ce qui lui vaut d'en être nommée membre d'honneur en 1952, à l'unanimité.
Elle publie des romans, des nouvelles, une comédie et plus de 1 200 articles dans des journaux et des magazines en Galice et en Pologne. Sa production littéraire, narrative, poétique et théâtrale est très prolifique. Elle comprend quatre recueils de poésie, cinq romans, huit romans courts, des nouvelles, une pièce de théâtre que Benito Pérez Galdós crée au Teatro Español, un livre pour enfants, et huit volumes de commentaires sociaux, culturels et politiques. Elle donne de nombreuses conférences sur la situation des femmes et les relations internationales, tant en Espagne qu'en Pologne et traduit des œuvres classiques polonaises et russes en espagnol.
Comme journaliste, elle écrit près de 1 000 histoires dont se distinguent les articles publiés dans ABC (journal) entre 1915 et 1936 . Se distinguent également les titres La mujer española en el extranjero (Madrid, 1910), De la Revolución rusa (Madrid, 1918 ), Impresiones de una mujer en el frente oriental de la guerra europea (Madrid, 1919), La revolución bolchevista, Diario de un testigo (Madrid, 1920) et El martirio de Polonia.
Elle adopte une position pacifiste et anti-guerre et le dit dans ses contributions à la presse pendant la guerre du Rif au Maroc et la semaine tragique de Barcelone. Mais l'œuvre où cette position est le plus fortement affirmée se trouve dans les chroniques de la Pologne et de la Russie qu'elle écrit pour la presse et qui sont réunies dans le livre De la guerra en 1916.
Son penchant pour les études la pousse à apprendre six langues et à traduire en espagnol les écrivains polonais les plus célèbres tels que Sienkiewicz. Son travail est également traduit en français, polonais, suédois et néerlandais.

## Héritage
Bien que très populaire et plébiscitée dans l'entre-deux-guerres, Sofía Casanova n'est plus comptée aujourd'hui parmi les grands noms de la littérature en castillan. Elle est absente non seulement des ouvrages basiques ou un peu plus développés sur la littérature espagnole, mais aussi des comptes rendus approfondis en plusieurs volumes,,. Même des études spécialisées consacrées au roman ou à la poésie, ont tendance à l'ignorer,. Si elle apparaît dans des encyclopédies ou des dictionnaires, il y est consacré quelques lignes brièvement décrites comme « poetisa y narradora »,. Elle n'est traitée un peu plus largement que dans des ouvrages de synthèse sur la littérature féministe espagnole. L'opinion qui la salue comme « la poétesse la plus importante de cette période [du XIXe siècle] et l'une des femmes les plus remarquables d'Espagne » est une exception.
À l'exception d'un petit livret de 1964 presque entièrement oublié après sa mort, Sofía Casanova connaît un regain d'intérêt depuis les années 1990,,. Elle est le sujet d'au moins trois thèses de doctorat,. D'autres livres sont publiés, aux États-Unis, en Espagne et en Pologne,,. Une série de travaux mineurs s'est ensuivie, imprimés dans des périodiques littéraires spécialisés ou dans d'autres volumes. Plus de 50 articles scientifiques sur la vie et les œuvres de Sofía Casanova sont publiés au cours des 20 dernières années. Un certain nombre d'écrits journalistiques sont publiés dans des périodiques populaires, en particulier en Galice mais aussi dans la presse espagnole nationale et quelques-uns en Pologne. La plupart des auteurs ont plutôt tendance à souligner son travail de correspondante et de journaliste. Plutôt qu'une grande femme de lettres, elle est présentée comme une personne extraordinaire qui a vécu une vie fascinante, traversé les frontières culturelles et a été témoin de nombreux soubresauts dramatiques de son époque. Elle fait l'objet de discussions dans le contexte du mouvement féministe, des questions de genre, du changement social, de la révolution russe, du nationalisme, des deux guerres mondiales, de l'histoire du journalisme, des défis interculturels, des conflits culturels en Espagne, des relations hispano-polonaises ou hispano-russes. En 2011, Sofía Casanova se voit consacrer un film documentaire, cofinancé par l'autonomie gouvernementale galicienne. Au moins deux écoles en Galice portent son nom : une à El Ferrol et une à Culleredo,. Dans quelques villes, il y a des rues dédiées à Casanova, par exemple à Madrid et à La Corogne.

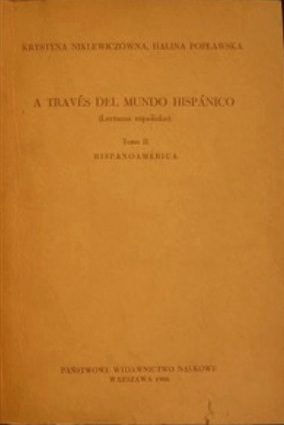
Manuel de la petite-fille de Casanova.

Parmi les petits-enfants de Casanova, le plus connu est Karol Meissner (pl), prêtre bénédictin, universitaire, traducteur et grande personnalité du clergé conventuel polonais. Maria Niklewicz est religieuse et abbesse de longue date du couvent des Visitandines à Varsovie. Krystyna Niklewicz est hispaniste, universitaire et traductrice, tandis que Ryszard Niklewicz est un médecin connu,. Czesław Meissner est un acteur de théâtre au succès modeste. Andrzej Meissner combat lors du soulèvement de Varsovie, y survit et il est ensuite ingénieur. Andrzej Wolikowski  combat dans la RAF pendant la bataille d'Angleterre et ne revient pas en Pologne. Son frère Grzegorz Wolikowski meurt à 17 ans des blessures subies au combat lors du soulèvement de Varsovie. Le plus éminent des arrière-petits-enfants de Casanova est Krzysztof Meissner, un physicien théoricien connu pour son zèle catholique.

## Travaux
- (es) El doctor Wolski : páginas de Polonia y Rusia, Madrid, Imp. del Suc. de J. Cruzado a cargo de Felipe Marqués, 1894
- (es) Princesa del amor hermoso, Madrid, Impr. Artística Española, 1909 (série d'histoires, vol. 3, no. 156)
- (es) La mujer española en el extranjero, Madrid, 1910
- (es) El pecado, Madrid, Imp. de Alrededor del Mundo / Libr. de los Suc. de Hernando, 1911 (Biblioteca de escritores gallegos, 10)
- (es) Exóticas, Madrid, Suc. de Hernando, 1913
- (es) La madeja, Madrid, Imp. de "Alrededor del mundo", 1913 (Los contemporáneos y los maestros, 241), théâtre
- (es) El crimen de Beira-Mar, Madrid, Talleres de Ediciones Españolas, 1914 (El Libro Popular (es)), vol. 3, no. 8)
- (es) De la guerra : crónicas de Polonia y Rusia. Primera serie, Madrid, Renacimiento, 1916, (OCLC 35123248)
- (es) De la Revolución rusa en 1917, Madrid, Renacimiento, 1917, (OCLC 30989574)
- (es) Sobre el Volga helado, Madrid, Prensa Popular, 1919 (courte nouvelle, vol. 4, no. 196)
- (es) Triunfo de amor, Madrid, Prensa Popular, 1919 (courte nouvelle, vol. 4, no. 186)
- (es) El doctor Wolski : novela, Madrid, Prensa Popular, 1920 (courte nouvelle, vol. 5, no. 255), (OCLC 78498820)
- (es) Lo eterno, Madrid, Prensa Popular, 1920 (courte nouvelle, vol. 5, no. 218)
- (es) La revolución bolchevista : (diario de un testigo), Madrid, Biblioteca Nueva, 1920
- (es) Viajes y aventuras de una muñeca española en Rusia, Burgos, Hijos de Santiago Rodríguez, 1920
- (es) Episodio de guerra, Madrid, Prensa Popular, 1921 (courte nouvelle, vol. 6, no. 299)
- (es) Princesa rusa, Madrid, Publicaciones Prensa Gráfica, 1922 (série de nouvelles, vol. 2, no. 55)
- (es) Valor y miedo, Madrid, Prensa Popular, 1922 (courte nouvelle, vol. 7, no. 348)
- (es) Kola el bandido, Madrid, Publicaciones Prensa Gráfica, 1923 (série de nouvelles, vol. 3, no. 101)
- (es) En la corte de los zares, Madrid, Libr. y Edit. Madrid, 1924 (1 ouvrage complet)
- (es) El doctor Wolski, Madrid, Libr. y Edit. Madrid, 1925 (2 ouvrages complets)
- (es) El dolor de reinar, Madrid, Publicaciones Prensa Gráfica, 1925 (série de nouvelles, vol. 5, no. 213)
- (es) El pecado, Madrid, Libr. y Edit. Madrid, 1926 (3 ouvrages complets), (OCLC 30740700)
- (es) Amores y confidencias : de Rusia, Madrid, Libr. y Edit. Madrid, 1927 (4 ouvrages complets)
- (es) En la corte de los zares (del principio y del fin del imperio), Madrid, Biblioteca Rubén Darío, 1929 (1 ouvrage complet)
- (es) El pecado, Madrid, Dédalo, c. 1930 (nouvelles et courtes histoires)
- (es) Como en la vida, Madrid, Aguilar, 1931
- (es) Idilio epistolar, Madrid, Aguilar, 1931
- (es) Las catacumbas de Rusia roja, Madrid, Espasa Calpe, 1933
- (es) El martirio de Polonia, 2e ed. Madrid, Atlas, 1945 (avec Miguel Branicki)
- (es) Como en la vida, Madrid, 1947 (nouvelles et courtes histoires, vol. 19, no. 951)
- (es) Princesa del amor hermoso, dans Novelas breves de escritoras españolas, 1900-1936, Edición de Ángeles Ena Bordonada, Madrid, Castalia / Instituto de la Mujer, 1990 (Biblioteca de escritoras, 10)
- (es) La revolución bolchevista: (diario de un testigo), Edición de M. Victoria López Cordón. Madrid, Castalia / Instituto de la Mujer, 1990 (Biblioteca de escritoras, 11),  (ISBN 9788470395710)
- (es) Galicia la inefable, Edición de Mª Rosario Martínez Martínez, Santiago de Compostela, Xunta de Galicia, 1996,  (ISBN 9788445316085)